# Mette Thomsen
Mette Thomsen (født 26. februar 1970 i Humlebæk) er en dansk forfatter.
Hun blev student fra N. Zahles Gymnasieskole i København i 1989. I foråret og sommeren 1991 gik hun på tegneserieskole på The London Cartoon Center (1991) og Københavns Universitets jurastudium i 2 år, inden hun vendte tilbage som forfatter. Hun videreuddannede sig i 1993-94 som tegner på tegneserieværkstedet Fort Kox på Vesterbro i København.
I 1995 begyndte hun at studere psykologi på Københavns Universitet og samme år udsendte hun romanen Plastic, der fik stor opmærksomhed i medierne og solgte mere end 9.000 eksemplarer.
Mette Thomsen har efterfølgende skrevet romanen Hajfyldte farvande (1996) og ungdomsromanen De levende døde (1999). I 1997 modtog Mette Thomsen igen et arbejdslegat på 40.000 kr. fra Statens Kunstfond.[kilde mangler]

## Hæder
- 1995: Peder Jensen Kjærgaard og Hustrus Legat
- 1995: Statens Kunstfond. Arbejdslegat
- 1996: Aage Brodersen og hustru f. Erna A.I. Andersens Legat
- 1997: Statens Kunstfond. Arbejdslegat
- 1998: Statens Kunstfond. Arbejdslegat
- 1998: Statens Kunstfond. Rejselegat
- 2010: Forfatterne Harald Kiddes og Astrid Ehrencron-Kiddes Legat
- 2011: Statens Kunstfond. Arbejdslegat